# Natália Bonavides

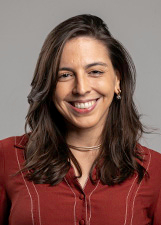
Natália Bonavides, 2024

Natália Bastos Bonavides (* 15. Juni 1988 in Natal) ist eine brasilianische Politikerin und seit 2019 Bundesabgeordnete für den Staat Rio Grande do Norte. Sie ist Rechtsanwältin, Menschenrechtlerin und Mitglied des Partido dos Trabalhadores (PT).

## Leben
Bonavides studierte an der Universidade Federal do Rio Grande do Norte Rechtswissenschaften und schloss mit einem Magister in Verfassungsrecht ab. Als Rechtsanwältin setzte sie sich für soziale Bewegungen wie den Weltmarsch der Frauen oder die Bewegung der Landarbeiter ohne Boden ein.

## Politische Laufbahn
Bei den Kommunalwahlen in Brasilien 2016 wurde sie von der Arbeiterpartei erfolgreich als Kandidatin für den Stadtrat von Natal aufgestellt. Vom 1. Januar 2017 bis 31. Januar 2019 war sie Ratsfrau (vereadora) in der Stadtkammer (Câmara Municipal). Bei den Wahlen in Brasilien 2018 kandidierte sie erfolgreich mit 7,02 % oder 112.998 der gültigen Stimmen für das Amt als Abgeordnete für Rio Grande do Norte in der Abgeordnetenkammer des Nationalkongresses. Sie ist Mitglied im Frauensekretariat des Abgeordnetenhauses.